# Internaat Bisschoppelijk College Roermond

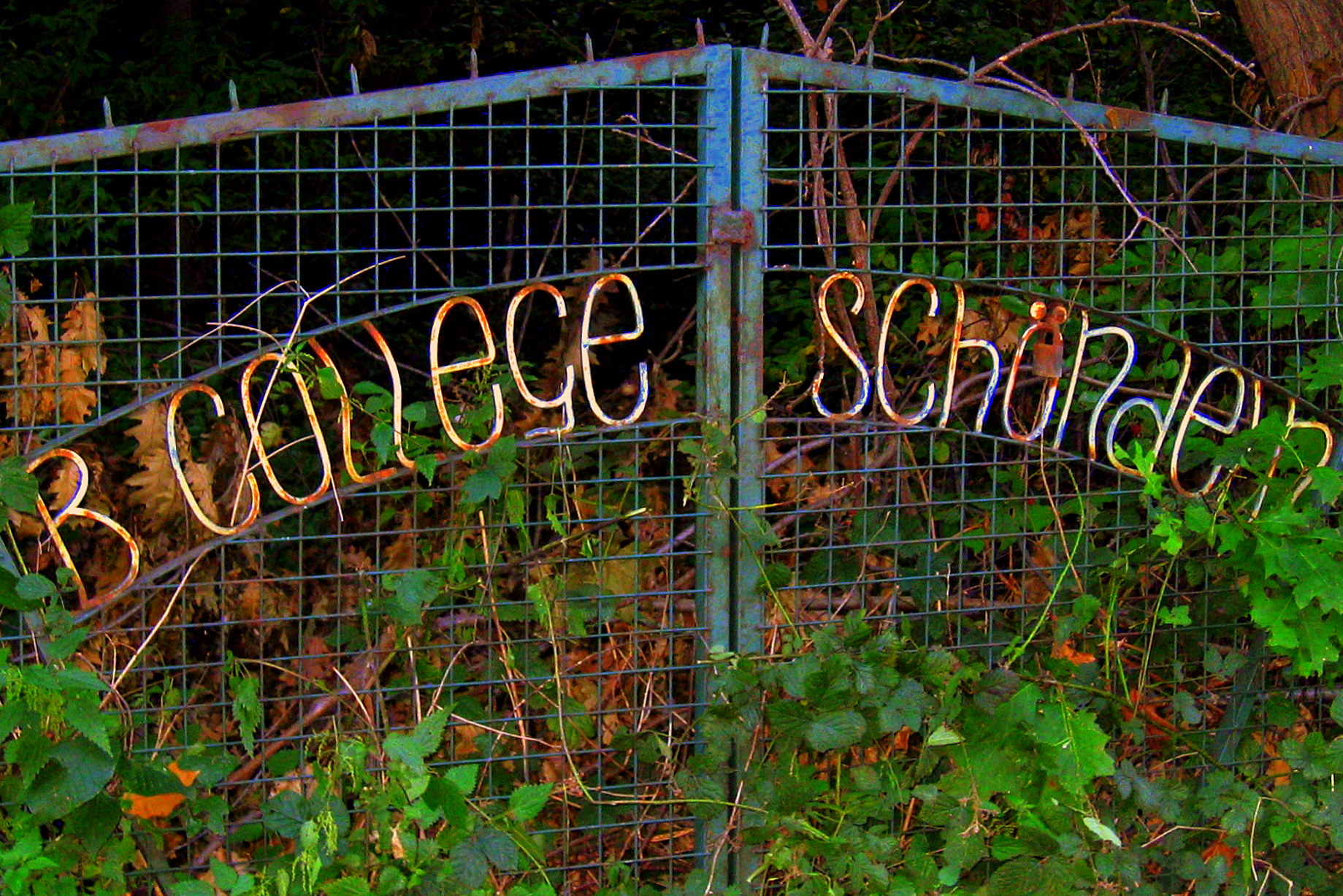
Bisschoppelijk College Schöndeln

Het Internaat van het Bisschoppelijk College te Roermond was de kostschool van het Bisschoppelijk College en is mede door invloed van bisschop Paredis gesticht in 1851. Het Bisschoppelijk College dat ook vele externe leerlingen uit de regio Roermond telde, bestond uit een gymnasium en een hogere burgerschool. De laatste werd later vervangen door atheneum en havo. In 1993 werd het internaat gesloten wegens een sterke terugloop van het aantal internen. Per 1 augustus 2007 is de school gefuseerd met het Stedelijk Lyceum Roermond, voorheen Rijks-HBS, en heet nu Lyceum Schöndeln. Het Bisschoppelijk College heeft daarmee juridisch en in naam opgehouden te bestaan.

## Geschiedenis
Reeds in 1773 bestond er een Scholæ Regiæ en na de Franse tijd werd in 1824 de 'Latijnsche scholen en kost-school' met de naam 'Koninklijk kollegie' hersteld door koning Willem II. Na een politieke strijd tussen liberalen en katholieken werd in 1851 het Bisschoppelijk College als katholieke jongensschool voor middelbaar onderwijs gesticht.
Al ruim voor de Tweede Wereldoorlog leefde het besef dat de huisvesting aan de St. Christoffelstraat 7 te Roermond een goede toekomst in de weg zou staan. Daarom werd in 1933 zes hectare grond aangeschaft voor gebruik als sportterrein. Het College kon zich dat veroorloven, doordat de vele priesterleraren hun rijkssalaris aan de school afstonden in ruil voor kost en inwoning. Na veel omwegen zijn uiteindelijk nog eens zes hectare aangrenzende grond verkregen via de paters Camillianen en zijn zowel de school als het internaat buiten de stad terechtgekomen op het landgoed Schöndeln, op respectievelijk Heinsbergerweg 184 en 182. Toen de nieuwe school al gebouwd was en voor het onderwijs in gebruik genomen, kwam in 1964 de bouwvergunning voor het internaat en de priesterflat.
Het Bisschoppelijk College met zijn internaat stond hoog aangeschreven. In die tijd was het heel normaal een kind naar een internaat te sturen en veel bemiddelde ouders deden dat ook. De redenen liepen sterk uiteen: soms werkten de ouders in het verre buitenland, soms waren de kinderen halfwezen en soms zaten er opvoedkundige redenen achter. De kerk vervulde ook een sociale rol door een beperkt aantal plaatsen te bieden aan kinderen van minder bemiddelde ouders en kinderen uit probleemgezinnen. Tot begin jaren 70 was het Bisschoppelijk College een jongensschool. Sindsdien was het een school voor meisjes en jongens, zij het dat het internaat uitsluitend voor jongens toegankelijk bleef.Na een aanvankelijke bloei liep het aantal internen gestaag terug. Ook het aantal priester-leraren liep geleidelijk terug. Uiteindelijk sloot het internaat in 1993 zijn deuren. 
Wegens een tekort aan lokalen werd het internaatsgebouw een aantal jaren gebruikt als dependance van de school. Uiteindelijk werd het gesloopt, omdat het in slechte staat verkeerde.

## Bekende oud-leerlingen
Het Bisschoppelijk College Roermond heeft diverse ministers (waaronder twee minister-presidenten), staatssecretarissen, burgemeesters, priesters (waaronder minstens één bisschop), schrijvers, architecten en kunstenaars voortgebracht. Enkele voorbeelden:
- Gerrit van Rijt (1870-1959) - priester, voortrekker jeugdzorg, amateurfotograaf
- Frans Schraven (1873-1937) - bisschop
- Adam van Kan (1877-1944) - jurist, historicus, hoogleraar
- Joseph Franssen (1893-1968) - architect
- Willem Jozef Droesen (1898-1992) - landbouwkundige, politicus
- Louis Beel (1902-1977) - minister-president
- René Höppener (1903-1983) - burgemeester
- Gerard Panhuysen (1903-1991) - archivaris, historicus
- Paul Windhausen (1903-1944) - kunstenaar, verzetsstrijder
- Egidius Meijer (1908-1992) - burgemeester
- Jan Beckers (1909-1997) - burgemeester
- Hendrikus Hubertus Janssen (1910-1982) - hoogleraar klassieke talen, staatssecretaris
- Joseph Schoffelen (1910-1983) - burgemeester
- Jo Cals (1914-1971) - minister-president
- Frits de Nerée tot Babberich (1915-1996) - topambtenaar
- Jo Turlings (1916-1981) - architect
- Pieter Bogaers (1924-2008) - minister
- Jules Bogaers (1926-1996) - archeoloog, hoogleraar
- Jozef van den Berg (1949-2023) - acteur, toneelschrijver, kluizenaar
- Lodewijk Imkamp (1949-2024) - grafisch ontwerper, politicus
- Gerd Leers (1951) - burgemeester, minister
- Geert Jan Hamilton (1952) - topambtenaar
- Han Noten (1958) - politicus, burgemeester

## Trivia
- De 'cour' was de binnenplaats voor – de favoriete sport – voetbal. De 'cour' aan de St. Christoffelstraat was met gaas afgezet om de bal (en de internen) binnen te houden en de ruiten te beschermen. Dat gaas bezorgde de internen de bijnaam 'kippen'. De 'kippen' noemden de externen op hun beurt 'boeren'.
- Het Bisschoppelijk College in het centrum van Roermond was een jongensschool; meisjes kregen voortgezet onderwijs op het St. Ursula Lyceum aan de Begijnhofstraat. De schoolcomplexen werden gescheiden door de winkelstraat Hamstraat. Tijdens de pauzes moesten jongens en meisjes steeds aan hun kant van de Hamstraat blijven. Niettemin waren er over de straat heen veelvuldig verbale contacten. Het flaneren over de Hamstraat werd ‘Hamstraatparade’ genoemd.